# Vũ Chí Thực
Vũ Chí Thực (sinh 25/10/1956) là Ủy viên Ban thường vụ Tỉnh ủy, Thiếu tướng, Giám đốc Công an tỉnh Quảng Ninh, Phó Trưởng đoàn ĐBQH tỉnh Quảng Ninh, Ủy viên Uỷ ban Quốc phòng và An ninh của Quốc hội, đại biểu Quốc hội Việt Nam khóa 13, thuộc đoàn đại biểu Quảng Ninh.

## Sự nghiệp
Ngày 10 tháng 12 năm 2010, Đại tá Vũ Chí Thực, Uỷ viên Ban thường vụ Tỉnh uỷ, Bí thư Đảng ủy, Phó Giám đốc Công an tỉnh Quảng Ninh được trao quyết định của Bộ trưởng Bộ Công an bổ nhiệm giữ chức vụ Giám đốc Công an tỉnh Quảng Ninh thay thế ông Nguyễn Hữu Tước từ ngày 7 tháng 12 năm 2010.
Ngày 9 tháng 6 năm 2015, Thiếu tướng Vũ Chí Thực được trao quyết định của Bộ trưởng Bộ Công an về việc nghỉ công tác chờ nghỉ hưu theo chế độ nhà nước Việt Nam, thay thế ông làm Giám đốc Công an tỉnh Quảng Ninh từ ngày 1 tháng 6 năm 2015 là Đại tá Đỗ Văn Lực, Phó Giám đốc Công an tỉnh Quảng Ninh.